# FC 로코모티비 트빌리시
FC 로코모티비 트빌리시(조지아어: საფეხბურთო კლუბი ლოკომოტივი თბილისი, 영어: FC Locomotive Tbilisi)는 트빌리시를 연고로 하는 조지아의 축구 클럽으로 현재 에로브눌리리가 2에 참가하고 있다. 소련이 존재하는 동안에는 로코모티브 자발적 스포츠 협회의 일부였으며, 조지아 철도와 강한 관계를 가지고 있다.

## 성적
- 조지아 컵 우승 3회 (2000, 2002, 2005)

## 선수 명단

### 현역
참고: FIFA 자격 규정에 따라 소속된 국가대표팀 국기를 표시합니다. 선수는 복수의 FIFA 비회원국 국적을 가지고 있을 수 있습니다.
| 번호 | 포지션 | 국적 | 이름 |
| ---- | ------ | ---- | ---- |

| 번호 | 포지션 | 국적   | 이름            |
| ---- | ------ | ------ | --------------- |
| 36   | MF     | 잠비아 | 보네파네소 피리 |

## 역대 감독
| 감독                | 임기 |
| ------------------- | ---- |
| 무르타즈 후르칠라바 | 1999 |

틀:FC 로코모티비 트빌리시 선수 명단